# Драйайх
Драйайх (нем. Dreieich) — коммуна в Германии, в земле Гессен. Подчиняется административному округу Дармштадт. Входит в состав района Оффенбах. Население составляет 42 091 человека (на 31 декабря 2018 года). Занимает площадь 53,30 км². Официальный код — 06 4 38 002.
Община подразделяется на 5 сельских округов.

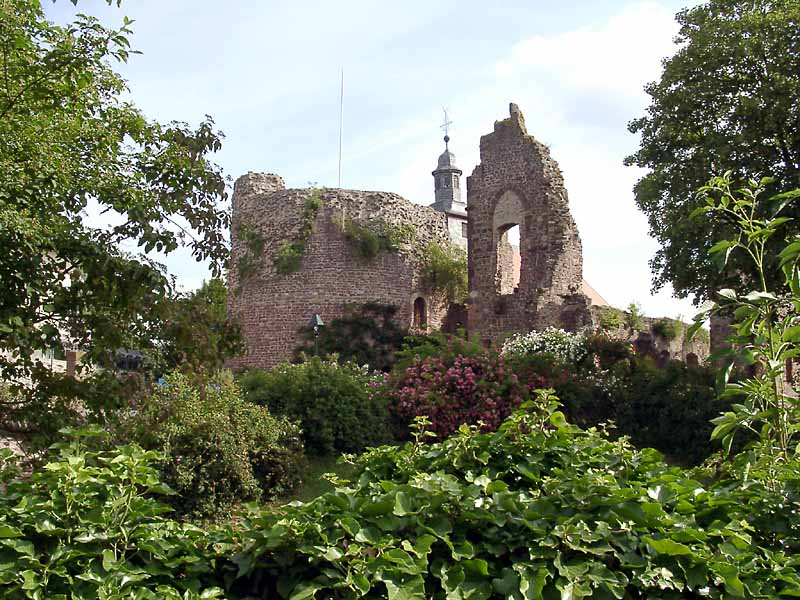
Драйайх